# NGC 6627
NGC 6627 é uma galáxia espiral barrada (SBb) localizada na direcção da constelação de Hercules. Possui uma declinação de +15° 41' 54" e uma ascensão recta de 18 horas, 22 minutos e 38,9 segundos.
A galáxia NGC 6627 foi descoberta em 13 de Julho de 1863 por Albert Marth.